# Kenneth Høegh
Kenneth Hans Otto Høegh (født 29. juni 1966 i Narsaq) er en grønlandsk agronom, embedsmand og diplomat. Han blev i 2025 udnævnt til arktisk ambassadør.

## Liv
Kenneth Høegh blev som den første grønlænder uddannet til agronom på Landbohøjskolen i 1993. Fra 1998 til 2000 arbejdede han for et dansk udviklingsprojekt i Nepal] I 2000'erne arbejdede han blandt andet som chefkonsulent for hjemmestyret indenfor landbrug.  I 2009 flyttede han til Bangladesh for at lede et andet udviklingsprojekt i landbrugssektoren, hvorefter han også arbejdede i Vietnam. Efter hjemkomsten blev han erhvervsudviklingschef og senere økonomidirektør i Kujalleq Kommune, inden han i maj 2017 blev udnævnt til konstitueret kommunaldirektør. I slutningen af 2017 blev han departementschef i det grønlandske udenrigsministerium.  I 2021 blev han udnævnt til repræsentationschef ved den grønlandske mission i Washington, D.C.  I 2025 blev han udnævnt til arktisk ambassadør for Kongeriget Danmark.
Fra 2014 til 2018 var han bestyrelsesformand for det statsejede turismeselskab Visit Greenland.
Han er gift med politikeren Pitsi Høegh (født 1964) og har fire børn, herunder håndboldspilleren Minik Dahl Høegh (født 1985), som er gift med sangerinden Julie Berthelsen (født 1979).